# Rabin

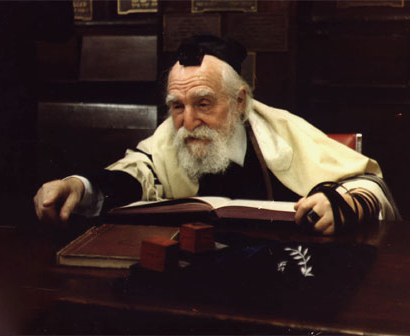
Rabinul american de origine bielorusă Moshe Feinstein

Rabinul (ebr. Sing. רב Rav, Pl. רבנים Rabbanim) este îndrumătorul religios al unei comunități mozaice. Termenul înseamnă dascăl, maestru.  În Biblie este amintit rabinul Esra care era exilat din Babilon.  Sarcina rabinului este aceea de a transmite învățăceilor lui esențele și aplicarea Pentateuch-ului, Tora. În ebraica nouă „rav" are înțelesul de „superior“.